# Felix Wilhelm Kubly
Felix Wilhelm Kubly (* 3. Juli 1802 in Altstätten; † 26. Oktober 1872 in St. Gallen, von Altstätten) war ein Schweizer Architekt.

## Biografie
Felix Wilhelm Kubly besuchte 1816 bis 1818 Kurse an der Akademie von Lausanne. 1819 immatrikulierte er sich an der königlichen Akademie in München für Baukunst bei Friedrich von Gärtner. Nach dem Wechsel 1821 nach Paris arbeitete er bei Antoine-Thomas-Laurent Vaudoyer und studierte ab 1822 an der École royale et spéciale des beaux-arts, wo er bis 1827 im Rahmen des Studiums an zahlreichen Wettbewerben teilnahm und Preise gewann. Währenddessen arbeitete er zugleich im Baubüro der Pariser Börse sowie bei Augustin-Nicolas Caristie. 1827 trat er eine dreijährige Italienreise an, von der aus er auch Studienausflüge unter anderem nach Griechenland unternahm.
1831 eröffnete Kubly sein eigenes Architekturbüro, zunächst in Altstätten, dann in St. Gallen. Bekannt wurde er durch seine vielseitigen Projekte für verschiedene Kantons-, Gemeinde- und Kirchenverwaltungen. Seine klaren Raum- und Grundrisskonzepte brachten ihm wiederholt gute Platzierungen bei regionalen und nationalen Architekturwettbewerben. Gewonnen hat er diese allerdings eher selten, da er bei der Fassadengestaltung zurückhaltender war als andere Architekten. Kubly hat Projekte in der ganzen Breite der Architektur geschaffen: Wohnhäuser, Bäder, Hotels, Schulen und Kirchen. Er war auch in Frankreich, Italien und Ägypten tätig. Ein begabter Schüler von Kubly war der früh verstorbene Johann Georg Müller (1822–1849) Architekt, Maler und Dichter aus Mosnang.

## Werke (Auswahl)

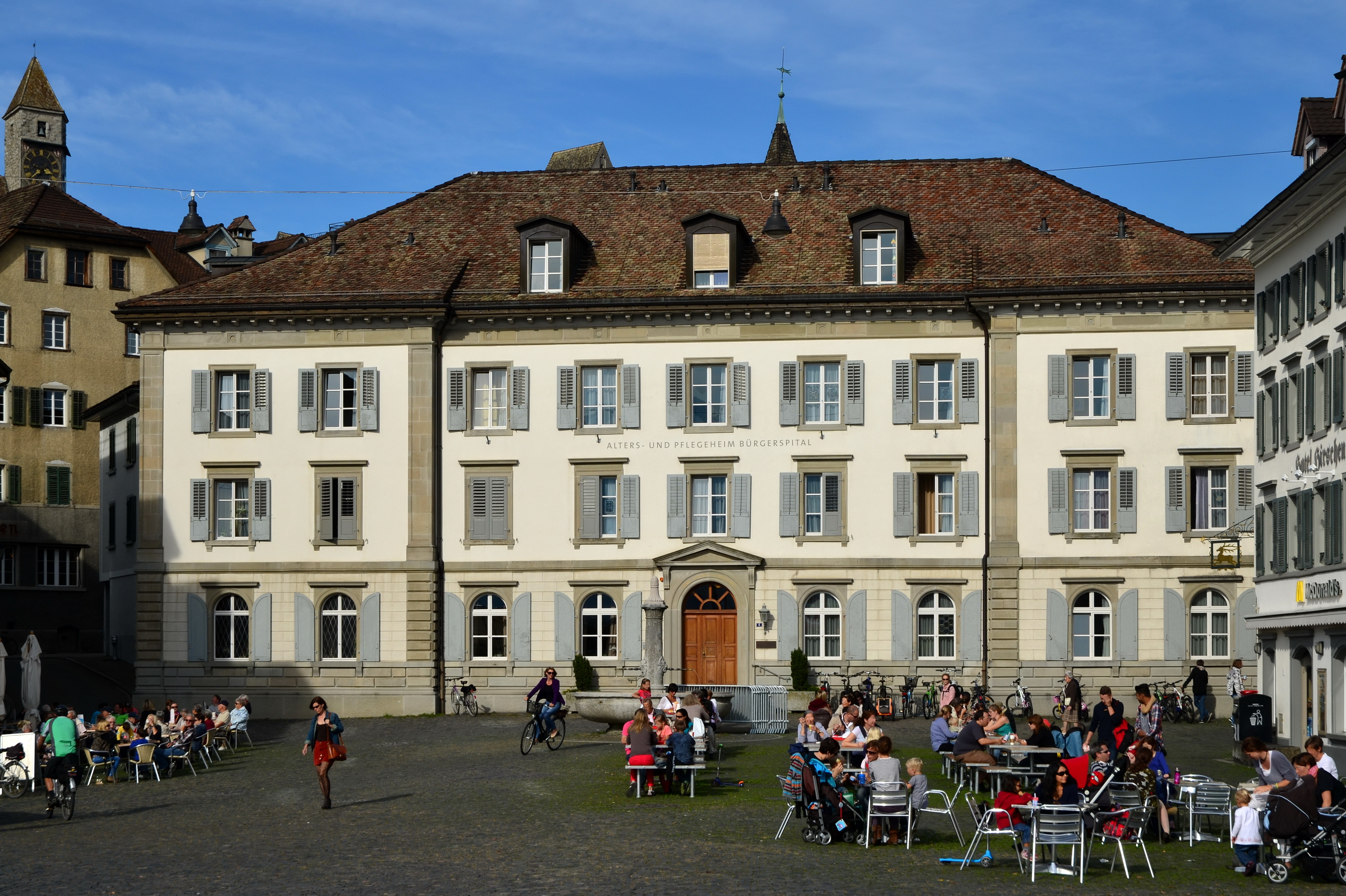
Bürgerspital in Rapperswil

- 1837–1840: Reformierte Kirche Heiden AR
- 1838–1841: Zeughaus, St. Gallen im Stiftsbezirk St. Gallen
- 1843–1846: Schutzengelkapelle, St. Gallen
- 1844–1848: Reformierte Kirche Wattwil
- 1845: Bürgerspital, Rapperswil
- 1849–1855: Kantonsschule St. Gallen
- 1851–1865: Kurhaus Tarasp-Scuol
- 1863–1867: Renovation der Synagoge (Hohenems)

## Ehrungen
Die Kublystrasse im Quartier Achslen im Osten der Stadt St. Gallen ist nach Felix Wilhelm Kubly benannt.